# ایزووانیلین
ایزووانیلین (به انگلیسی: Isovanillin) یک ترکیب شیمیایی با شناسه پاب‌کم ۱۲۱۲۷ است. شکل ظاهری این ترکیب، Translucent crystals است.